# Сиври-ан-Монтань
Сиври́-ан-Монта́нь (фр. Civry-en-Montagne) — коммуна во Франции, находится в регионе Бургундия. Департамент коммуны — Кот-д’Ор. Входит в состав кантона Пуйи-ан-Осуа. Округ коммуны — Бон.
Код INSEE коммуны — 21176.

## Население
Население коммуны на 2010 год составляло 99 человек.
| 1962 | 1968 | 1975 | 1982 | 1990 | 1999 | 2010 |
| ---- | ---- | ---- | ---- | ---- | ---- | ---- |
| 78   | 79   | 72   | 68   | 76   | 73   | 99   |

## Экономика
В 2010 году среди 63 человек трудоспособного возраста (15—64 лет) 44 были экономически активными, 19 — неактивными (показатель активности — 69,8 %, в 1999 году было 78,7 %). Из 44 активных жителей работали 42 человека (22 мужчины и 20 женщин), безработных было 2 (1 мужчина и 1 женщина). Среди 19 неактивных 2 человека были учениками или студентами, 14 — пенсионерами, 3 были неактивными по другим причинам.